# Ghiacciaio Rupal
Il   Ghiacciaio Rupal o Ghiacciaio Toshain    è un accumulo di ghiaccio in Pakistan.  

## Descrizione geografica
Si trova nel distretto distretto di Astore, nella provincia delle Aree Settentrionali, nella regione del Kashmir di Jamm, nella parte nord-orientale del paese, 220 km a nord-est di Islamabad, la capitale del paese. Con un'altitudine compresa tra 3.730 metri (12.240 piedi) e 6.300 metri (20.700 piedi), Il ghiacciaio  è incastonato sotto l'imponente Nanga Parbat, la nona montagna più alta del mondo, è lungo 14 km, scorre ad arco, inizia a nord del Toshain Peak  con un'altezza di 6.270 metri (20.570 piedi) (35°8′35.93″N 74°24′52.46″E) e scorre verso nord-est, a nord del  Laila Peak (valle Rupal) con un'altezza di 5.971 metri (19.590 piedi) e a sud delle numerose vette del Nanga Parbat.  Il ghiacciaio Rupal è situato sui pendii meridionali del Nanga Parbat, spesso definito "Montagna assassina" per le sfide che pone agli scalatori. Il ghiacciaio si trova nella valle Rupal, una valle incontaminata e remota caratterizzata da prati verdi, fitte foreste e lo sfondo di imponenti vette. La valle è accessibile dalla città di Astore e il viaggio verso il ghiacciaio prevede un trekking impegnativo, che offre viste spettacolari sui paesaggi circostanti. L'acqua di scioglimento del ghiacciaio forma il fiume Rupal  e prende il nome da questo corso d'acqua glaciale. Il Rupal scorre attraverso la valle del Rupal e sfocia nell'Astor. Nella valle di Rupal c'è anche un piccolo insediamento chiamato Rupal. Il ghiacciaio è caratterizzato da crepacci: profonde fenditure dovute al movimento del ghiacciaio su terreni irregolari; da morene: estese morene laterali e terminali composte da detriti rocciosi trasportati dal ghiacciaio; da una cascata di ghiaccio: tratti più ripidi del ghiacciaio, dove il movimento del ghiaccio provoca la rottura in blocchi e la formazione di seracchi. La temperatura è contraddistinta da un  clima alpino freddo, con temperature che spesso scendono sotto lo zero, soprattutto alle altitudini più elevate. Le precipitazioni sono prevalentemente delle nevicate, che alimentano il ghiacciaio, con precipitazioni minime dovute all'elevata altitudine. Il ghiacciaio ha mostrato segni di ritiro, simili a molti ghiacciai in tutto il mondo, a causa del riscaldamento globale e del cambiamento climatico. Il territorio è abitato dalle popolazioni Shina e Balti, che hanno un profondo legame culturale con la terra e dipendono dalle sue risorse per il sostentamento.

## Accesso e trekking
La città più vicina è  Astore, a circa 50 chilometri dal ghiacciaio e il percorso di trekking  è raggiungibile tramite un trekking attraverso la valle di Rupal, spesso partendo dal villaggio di Tarashing. Il periodo migliore per la visita è da giugno a settembre, quando il clima è relativamente stabile e la copertura nevosa è minima.

## Alpinismo
La prima ascensione vittoriosa del versante Rupal fu effettuata nel 1970 da una squadra austriaca, una pietra miliare nella storia dell'alpinismo.